# Ichneumon longipes
Ichneumon longipes är en stekelart som beskrevs av Gmelin 1790. Ichneumon longipes ingår i släktet Ichneumon och familjen brokparasitsteklar. Inga underarter finns listade i Catalogue of Life.